# 立花峯均
立花 峯均（たちばな みねひら、寛文11年（1671年）- 延享2年12月19日（1746年1月10日）は、江戸中期の南坊流の茶人。宮本武蔵の流れを汲む筑前二天流第5代の兵法家。初名は久太郎、のち専太夫。諱は峯均。号は宗樸、無華、寧拙など、晩年の道号は廓巖。また、宮本武蔵の伝記『兵法大祖武州玄信公伝来』の奥書に「丹治峯均入道廓巖翁」と記したことから、丹治 峯均（たんじ ほうきん）の名でも知られる。

## 生涯
福岡藩主黒田家の家老・立花重種の四男として福岡に生まれ、19歳の時から黒田綱政に仕えた。
峯均は、茶書『南方録』の発掘と編纂にあたり家中一の文化人であった次兄・重根（実山）から茶道の薫陶を受け、『南方録』の書写を許されるほどの高弟の一人となった。また、峯均は21歳のとき、宮本武蔵の流れをくむ筑前二天流第4代・吉田実連に入門し、以後十数年の修行の功を認められ、33歳の時に一流相伝を受けた。その際に吉田実連が老病のため、実連の師匠である柴任美矩より播州明石で審査を受けたといわれている。
38歳の時に兄・実山が逮捕粛清されるとこれに連座し、玄界灘の孤島・大蛇島（小呂島）へ流罪となった。45歳の時にようやく赦免されて帰還したが、全面的に赦されたわけではなく、三兄・立花増武の監督下におかれ、その領地・志摩郡青木村（福岡市西区）に住むようになった。同年、峯均は実山が遺した『南方録』7巻に対し、「追加」「秘伝」の2巻を編集して増補した。
52歳の時に、宮本武蔵の流れをくむ筑前二天流第5代として、3人の門弟（立花勇勝、立花種章（増寿）、桐山丹英）に兵法伝授した。また、57歳の時に武蔵の伝記『兵法大祖武州玄信公伝来』を書き上げた。同時に、この武蔵伝記に附録するかたちで、「追加」として二祖・寺尾孫之允信正、三祖・柴任三左衛門美矩、四祖・吉田太郎右衛門実連の略伝を加え、また「自記」として自伝が附録した。この文書は『丹治峯均筆記』という通称で知られている。
晩年は半間庵に隠棲し、丹治峯均入道廓巖を名乗った。「薦野氏系譜略二」によれば、延享2年（1745年）12月19日に死去。享年75。法名は無華斎廓巖宗朴居士。博多の東林寺に葬る。命日はちょうど武蔵没後100年の月命日であったとされ、本当は15日に卒したが、遺言で19日としたと伝えている。峯均には一女があったが、結婚後初産で死亡した。峯均に男子なく家は断絶した。
なお、『薦野家譜』（福岡県立図書館所蔵）等によれば、丹治は先祖の姓である。
筑前国糟谷郡薦野城主となり薦野姓を称す。戦国期は大友氏の幕下となって歴戦、立花道雪に従って立花城に入り立花家を支える。立花道雪・統虎（宗茂）父子よりの感状数十通と伝えられる。増時の時に筑後国柳川城主立花宗茂の家老となり、一族の扱いを受けて立花姓を与えられる。立花家は関ヶ原の戦いに西軍に味方して敗れたため、増時は筑前国主となった黒田長政の懇望に応じ、一類と共に仕え、秋月3万石の執事となる。3代藩主黒田光之の時、3代目重種が家老職となり、家禄1万500石、黒田姓を与えられて黒田平左衛門重種と称した。ちなみに重種弟の吉左衛門増弘は6300石で兄弟ともに家老職に任ぜられ、長兄（妾腹）長左衛門重直も1500石を賜った。